# Ted Elliott

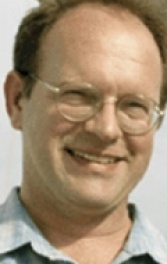
Ted Elliott

Ted Elliott (Santa Ana (Californië), 25 november 1961) is een Amerikaanse scriptschrijver. Samen met zijn collega Terry Rossio schreef hij de scripts van een aantal van de succesvolste Amerikaanse films van de afgelopen 15 jaar, waaronder Alladin, Pirates of the Caribbean en Shrek. Samen met Craig Mazin runt Elliott een website genaamd The Artful Writer, om professionele scriptschrijvers te ondersteunen bij hun werk. Samen met Rossio was hij ook de oprichter van de website Wordplayer.com, een van de grootste scriptschrijfwebsites op het internet.

## Prijzen en nominaties
- 2004 - Genomineerd voor een Hugo Award voor Best Dramatic Presentation voor Pirates of the Caribbean: The Curse of the Black Pearl
- 2003 - Genomineerd voor een Bram Stoker Award voor Beste Script voor Pirates of the Caribbean: The Curse of the Black Pearl
- 2002 - Genomineerd voor een Nebula Award voor Beste Script voor Shrek
- 2001 - Genomineerd voor een Academy Award voor Best Aangepast script voor Shrek

## Filmografie
- 2013 The lone Ranger (scriptschrijver)
- 2011 Pirates of the Caribbean: On Stranger Tides (scriptschrijver)
- 2007 Pirates of the Caribbean: At World's End (scriptschrijver)
- 2006 Pirates of the Caribbean: Dead Man's Chest (scriptschrijver)
- 2005 The Legend of Zorro (verhaal)
- 2005 Instant Karma (producent)
- 2003 Sinbad: Legend of the Seven Seas (consultant/adviseur)
- 2003 Pirates of the Caribbean: The Curse of the Black Pearl (scriptschrijver)
- 2001 Shrek (co-producent/scriptschrijver)
- 2000 The Road to El Dorado (scriptschrijver)
- 1998 Small Soldiers (scriptschrijver)
- 1998 Godzilla (verhaal)
- 1998 Antz (consultant/adviseur)
- 1998 The Mask of Zorro (scriptschrijver)
- 1994 The Puppet Masters (scriptschrijver)
- 1992 Aladdin (scriptschrijver)
- 1989 Little Monsters (scriptschrijver)